# Robert Forgan
Robert Forgan, né le 10 mars 1891 en Écosse et mort le 8 janvier 1976 est un homme politique britannique, connu pour sa proximité avec Oswald Mosley, dont il fut l’un des affidés.

## Biographie
Forgan, natif d’Écosse, était issu d’un ministre de l’Église écossaise. Fort d’une instruction poussée jusqu’au grade de docteur, il fréquenta l’Aberdeen Grammar School, puis les universités d’Aberdeen et de Cambridge, avant d’embrasser la carrière médicale. Durant la Première Guerre mondiale, il officia en cette qualité, apportant son concours aux blessés et malades. Éminent en son domaine, il accéda au poste de vice-président de la Société médicale pour l’étude des maladies vénériennes, et son savoir-faire le fit reconnaître comme un spécialiste émérite des maladies vénériennes. Chargé de la santé publique à Glasgow, il fut témoin des conditions sordides qui affligeaient la population ouvrière, ce qui le détermina à adhérer aux idées socialistes. 

## Carrière politique

### ILP et Nouveau Parti
Robert Forgan s’engagea dans la vie politique locale en intégrant le conseil municipal de Glasgow après s’être illustré durant la Première Guerre mondiale. Affilié initialement au Parti travailliste indépendant (ILP), il fut élu député de West Renfrewshire lors des législatives de 1929. Son premier fait d’armes parlementaire consista en l’adoption d’un système de ventilation à la Chambre des communes, succès éphémère qui ne lui évita pas une marginalisation progressive. Il figura parmi les signataires du mémorandum Mosley, manifeste exposant les fondements d’une doctrine politique nouvelle, et emboîta le pas à Oswald Mosley lors de la création du New Party. Ayant officiellement quitté les rangs travaillistes le 24 février 1931, il cosigna, la même année, avec Adam Marshall Diston, un opuscule intitulé The New Party and the ILP, destiné à rallier les membres de l’ILP à la nouvelle formation. Au sein de ce parti éphémère, Forgan fut nommé à un conseil de formation politique et stratégique, instance chargée d’en déterminer l’orientation, et assuma brièvement la fonction de whip en chef, veillant à la discipline parlementaire des quelques élus du mouvement. Son influence, toutefois, demeura circonscrite, et son rôle s’estompa avec le déclin rapide du New Party. 
Aux élections générales de 1931, Robert Forgan obtint 1 304 suffrages dans la circonscription de West Renfrewshire, résultat qui figurait au nombre des plus notables remportés par le New Party lors d’un scrutin globalement infructueux. Lié d’une étroite amitié à Oswald Mosley, Forgan tenait lieu de parrain à son fils Michael. 

### British Union of Fascists
Mosley, ayant embrassé le fascisme, entraîna dans son sillage Forgan, qui, agissant en son nom, conduisit des pourparlers infructueux avec les British Fascists afin que le New Party reprît la direction de ce mouvement. Forgan se joignit ensuite à la British Union of Fascists (BUF) de Mosley, où il occupa initialement la charge de directeur de l’organisation. Toutefois, cette fonction administrative ne lui convenant guère, il se mua promptement en une éminence grise, œuvrant dans l’ombre : il organisa des levées privées réunissant des capitaines d’industrie, afin de quêter des soutiens pour Mosley, et fonda à cette fin le January Club. Forgan tenait à souligner, non sans insistance, que le BUF ne proscrivait point les Juifs, malgré les agissements d’Adolf Hitler. Bien au contraire, il s’évertua à séduire des notables juifs influents, tels que le parlementaire libéral Harry Nathan ou encore Philip Magnus-Allcroft, 2ᵉ baronnet, par le biais du January Club, allant jusqu’à conférer avec les dignitaires du Board of Deputies of British Jews. Par ailleurs, il veilla scrupuleusement à tenir le BUF à distance des factions rivales d’extrême droite, comme la Ligue fasciste impériale, estimant qu’il était crucial d’éviter que le mouvement ne parût trop exogène sur le plan idéologique. 
Grâce à son labeur, Forgan obtint une promotion au poste de chef adjoint. Il officia à cette charge jusqu’en 1934, année où il se démit de ses fonctions au sein de la BUF, déplorant l’orientation marquée du mouvement vers l’antisémitisme. L’historien Robert Skidelsky avance que l’adhésion de Forgan au fascisme fut toujours, à tout le moins, tiède et procédait davantage d’une fidélité personnelle envers Oswald Mosley – une loyauté qui, pour l’essentiel, s’était évanouie. Forgan exécrait tout particulièrement l’influence grandissante de William Joyce, antisémite notoire, lequel supplanta Wilfred Risdon, ancien compagnon de Forgan au sein de l’ILP et du New Party, à la direction de la propagande cette même année. Dès lors, Forgan se tint à l’écrit de toute activité politique et ne s’impliqua plus dans les affaires publiques.